# Śmierć i życie
Śmierć i życie (niem. Tod und Leben) – obraz olejny autorstwa Gustawa Klimta, namalowany między 1908 a 1915 lub 1916. Znajduje się w Muzeum Leopoldów w MuseumsQuartier w Wiedniu.

## Historia
Pierwsze szkice dzieła datuje się na rok 1908. Klimtowi udało się je przenieść na płótno w 1910 lub 1911.

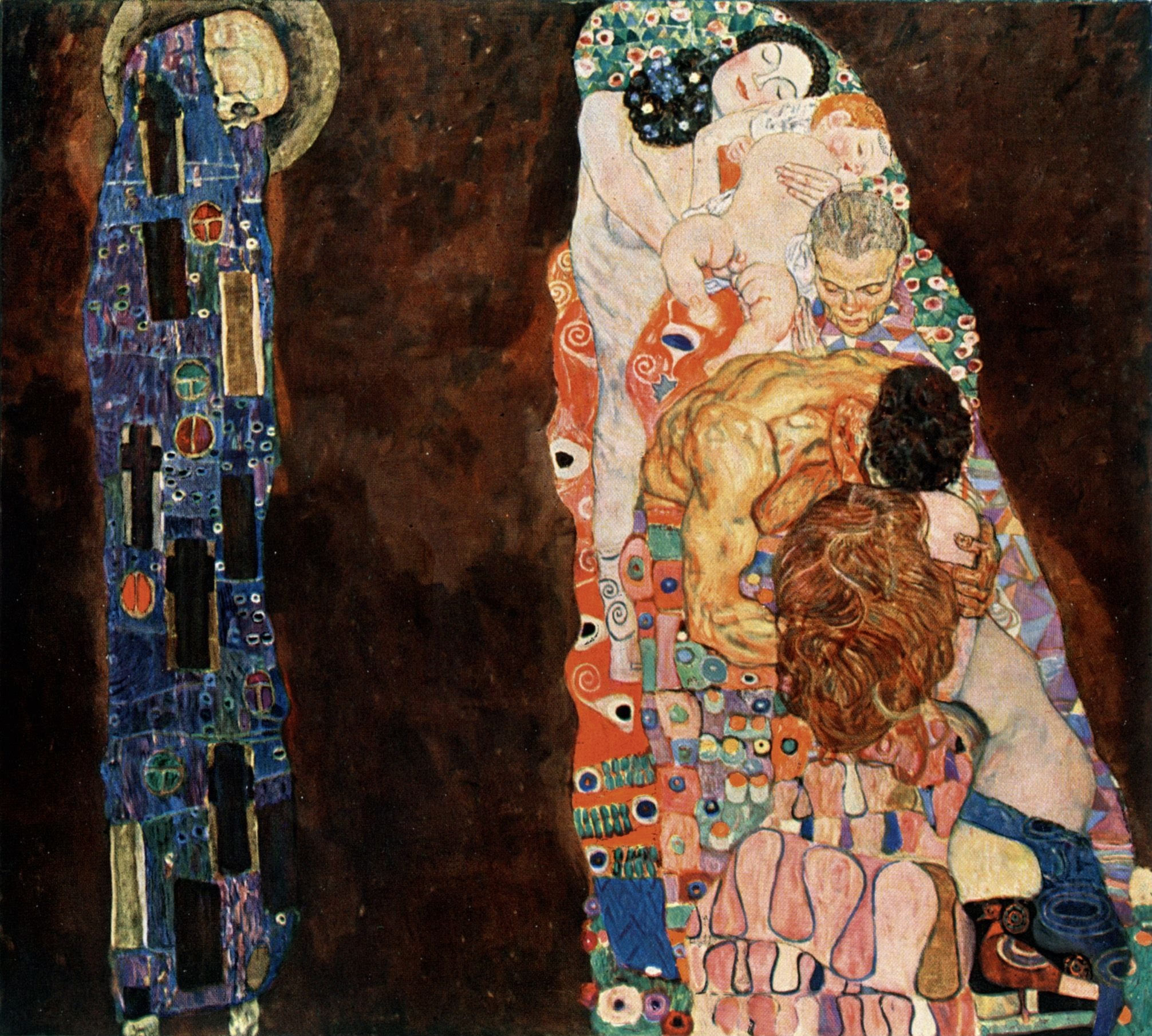
Pierwotna wersja z 1910/1911

Obraz zdobył złoty medal na światowej wystawie w Rzymie z 1911 roku pod pierwotnym tytułem „Śmierć” („Der Tod“). W 1912 Klimt wystawił swoją pracę na wystawie sztuki w Dreźnie; nosiła wtedy obecną nazwę.
Kolejne wystawy obrazu miały miejsce w: 1913 w Budapeszcie i Mannheim, 1914 w Pradze, 1916 w Berlinie, 1917 w Sztokholmie, 1917/1918 w Kopenhadze, 1918 w Zurychu, 1923 kilkukrotnie w Wiedniu, 1958 w Wenecji i 1965 w Nowym Jorku i Londynie.
W 1915 Klimt z nieznanych przyczyn dokonał kilku zmian w obrazie. Przede wszystkim zmienił kolor tła ze złotego na szary oraz dodał kilka mozaik. Na wystawie obrazów secesyjnych w Berlinie w styczniu 1916 dzieło było już ukończone.
15 listopada 2022 aktywiści Ostatniego Pokolenia, w ramach ich protestu przeciwko zmianom klimatycznym, oblali obraz czarną farbą. Samo dzieło nie zostało uszkodzone, ze względu na chroniącą ją z przodu szybę.

## Opis obrazu
Motyw życia i śmierci odgrywał kluczową rolę zarówno w twórczości Klimta, jak i Egona Schielego, jednak w przeciwieństwie do Schielego Klimt ukazywał w swoich dziełach postacie pełne nadziei i pojednania, nieprzesycone strachem przed śmiercią.
Obraz był tworzony w tzw. „złotym okresie” twórczości Klimta (1901–1909). Okres ten charakteryzował się alegorycznym podejściem do malowania z obszernym dodatkiem złotych elementów, takich jak rama obrazu opracowana przez Josefa Hoffmanna. Sama praca jest charakterystyczna dla epoki austriackiej secesji, obecnej w wielu dziełach Klimta.
Klimt w swoim obrazie wyraźnie oddziela dwie połowy obrazu. Po lewej stronie znajduje się postać śmierci przedstawiona jako ponury żniwiarz, otoczona m.in. ciemnymi krzyżami. Wygląd Śmierci oraz trzymana przez nią drewniana pałka nawiązuje do średniowiecznego motywu tańca śmierci. Prawa strona przedstawiająca osoby w różnym wieku na tle jaskrawych ornamentów ze stylizowanymi kwiatami kontrastuje na obrazie ze Śmiercią, ukazując jasne kolory obrazujące życie. Ludzie ci zdają się spać i ignorować Śmierć.
Gustav Klimt uznał „Śmierć i życie” za swoje najważniejsze figuratywne dzieło.